# Hôtel de Duras (Fontainebleau)
Pour les articles homonymes, voir Hôtel de Duras.
L’immeuble au no 164 de la rue Grande, anciennement hôtel de Duras, est un bâtiment situé à Fontainebleau, en France.

## Situation et accès
L’édifice est situé entre les no 164 de la rue Grande et no 11 de la rue Aristide-Briand, au nord du centre-ville de Fontainebleau. Plus largement, il se trouve dans le département de Seine-et-Marne, en région Île-de-France.

## Histoire

### Structures précédentes
Au XVIIe siècle, les lieux sont occupés par deux maisons établies sur des terrains qui ont dépendu en 1573, de la succession de Denis Besainton. La première, située la pointe formée par la Grande-Rue et rue de la Coudre (actuellement Aristide-Briand), est occupée en 1658 par la maison de Jean Chastenet le jeune avec pour enseigne Le Chef-Saint-Jean. La seconde, un logis mitoyen, est connue en 1663 sous le nom Le Pigeon-d’Or.

### Fondation et école
Un siècle plus tard, en 1684, le duc de Duras fait construire son hôtel à cet emplacement. Ce dernier subit un incendie en 1738 et le 10 mars 1739, le curé de la paroisse, Bouret, achète le terrain pour y bâtir une école de charité et y installer les Frères des écoles chrétiennes. Puis, l’emplacement étant insuffisant, le curé et le frère Victorin, supérieur de la communauté de Fontainebleau, achètent, par bail à rente du 17 juin 1739, un jardin clos de murs, situé rue de la Coudre, appartenant à la dénommée Du Rousset. Les aménagements intérieurs ne sont sûrement pas encore terminés en 1756, puisqu’à cette date les Frères des écoles chrétiennes, appuyés par le curé de la paroisse, Leroux, demandent « quelques débris ou vieux meubles du château, scavoir, quelques portes à placards, deux ou trois vitrées, quelques morceaux de lambry et pilastres, trois dessus de cheminée, cinq croisées et grands carreaux, trois plaques de cheininée. » Le marquis de Marigny, le 22 juillet 1756, répond Néant à la requête.

### Annexe de collère et municipalisation

Logotype de l’opération estivale « Le 164 ».

Au XXIe siècle, les locaux servent d’annexe au collège Lucien-Cézard avant d’être investis par le service Jeunesse de la Ville. Cette dernière, d’ailleurs, pour inaugurer leur présence, y organise du 14 juin 2021 jusqu’au 2 juillet (du lundi au vendredi, de 15 h à 19 h), un espace éphémère pour les jeunes avec « des jeux en bois, une table de ping-pong et un baby-foot, le tout en musique avec un service de boissons non alcoolisées » ainsi que « des animations au programme, comme un stage photo, du yoga, du crossfit, un atelier bricolage ou un laser run »,. Surnommé « Le 164 », ce pôle jeunesse serait, selon la Mairie, « un bon moyen pour recréer du lien social pour [les] adolescents durement impactés par la crise sanitaire ».
L’idée d’y installer un espace jeunesse est évoquée. Alors que l’avenir du site reste en réalité incertain, la majorité municipale vote en 2023 la réfection de l’électricité. Ces travaux ne sont cependant pas exécutés, « heureusement » selon l’élu de l’opposition Daniel Raymond qui y voit une « passoire thermique ». Devant les coûts élevé pour la rénovation complète des bâtiments municipaux (un audit faisant état d’une enveloppe de 20 millions d’euros), celui-ci est promis à la vente : le maire, Julien Gondard, promet de ne pas le céder pour un projet immobilier, la piste d’une auberge étant étudiée début 2024.